# Plagiobothrys oppositifolius
Plagiobothrys oppositifolius är en strävbladig växtart som först beskrevs av Rodolfo Amando Philippi, och fick sitt nu gällande namn av Ivan Murray Johnston. Enligt Catalogue of Life ingår Plagiobothrys oppositifolius i släktet tiggarstavar och familjen strävbladiga växter, men enligt Dyntaxa är tillhörigheten istället släktet tiggarstavar och familjen strävbladiga växter. Arten förekommer tillfälligt i Sverige, men reproducerar sig inte. Inga underarter finns listade i Catalogue of Life.